# 手持圓形聖像的年輕男子
《手持圓形聖像的年輕男子》（意大利语：Giovane uomo con in mano una medaglia）是桑德罗·波提切利的畫作。依據作品的風格來推斷，作畫時間大約是在1480年前後。畫中人物的身份不明，但分析家認為可能是美第奇家族成員，因為洛伦佐·德·美第奇是波提切利的主要贊助者之一。該作品代表了文藝復興時期佛罗伦萨上流社會的審美觀念。畫中人物穿著的服飾是一件質地優良的藍色丘尼卡，它的色彩在當時非常罕見。這是一幅蛋彩畫作品，長度為58.7厘米，寬度為38.9厘米。圓盤中的聖人圖案是在肖像完成之後添加上去的。
這幅作品曾經在大都會藝術博物館、國家美術館以及施泰德藝術館展出。
2021年1月，該畫作在紐約蘇富比拍賣會上以超过9220萬美元的價格被出售。